# Kościół św. Andrzeja Boboli w Golczewie
Kościół Świętego Andrzeja Boboli w Golczewie – rzymskokatolicki kościół parafialny w Golczewie, w powiecie kamieńskim, w województwie zachodniopomorskim. Należy do dekanatu Golczewo archidiecezji szczecińsko-kamieńskiej.

## Historia i architektura
Świątynia została wybudowana z kamienia polnego w XV stuleciu. Była to wtedy budowla o jednej nawie, z gotyckim portalem przy elewacji zachodniej. Świątynia była wielokrotnie przebudowywana. Dokumenty kościelne z XVII wieku (z 1627 roku) zawierają informację o istnieniu wieży. Na początku XIX wieku (w 1805 roku) świątynię rozbudowano w kierunku południowym poprzez przedłużenie elewacji wschodniej i zachodniej o 8 metrów. Obecne wymiary kościoła to 18,9 metrów (długość elewacji północnej) x 17,85 m (długość elewacji wschodniej). Budowla nie została wzniesiona na planie idealnego prostokąta, elewacja południowa podczas przebudowy uzyskała nieco ukośny kształt. Nowa, ceglana wieża o wysokości 30 metrów została wzniesiona w 1882 roku na planie kwadratu, która wyżej przechodzi w ośmiobok i jest zakończona spiczastym hełmem ozdobionym wimpergami. Budowla pokryta jest wysokim dachem dwuspadowym.

## Wyposażenie
Wnętrze świątyni to jedna nawa, nakrywa je belkowany strop. Podparty jest przez dwa rzędy drewnianych, kolistych filarów. Wzdłuż elewacji zachodniej znajduje się empora organowa z instrumentem (boczne empory zostały po 1945 roku usunięte). Z dawnego wyposażenia zachowała się drewniana ambona w stylu manierystyczno-barokowym zdobiona motywami liści akantu. Jest usytuowana na wtórnej podporze, w lewym narożniku nawy. Po przeciwnej stronie jest umieszczona miedziana chrzcielnica w stylu neogotyckim z 1886 roku. 
Ołtarze zostały wykonane po 1945 roku. W głównym ołtarzu mieści się obraz patrona świątyni - św. Andrzeja Boboli oprawiony w złoconą ramę z bogatymi akantowymi zdobieniami. Poniżej znajduje się zdobione tabernakulum z figurami św. Ottona i św. Wojciecha. Lewy boczny ołtarz poświęcony jest czci Matki Bożej Częstochowskiej (mieści również obraz Matki Bożej Nieustającej Pomocy). Z kolei prawy ołtarz boczny poświęcony jest Najświętszemu Sercu Pana Jezusa, z wizerunkiem Jezusa Miłosiernego.
Okna kościoła ozdobione są witrażami przedstawiającymi sceny biblijne oraz postacie świętych, takich jak św. Piotr otrzymujący klucze do Królestwa Niebieskiego, scena ukrzyżowania, a także świętych Teresę Ledóchowską, Maksymiliana Kolbego i bł. Jana Pawła II. Kościół posiada także płaskorzeźby drogi krzyżowej, które zdobią ściany świątyni.

## Otoczenie
Przy kościele stoi głaz pamiątkowy ku czci Józefa Piłsudskiego, a także ofiar zbrodni w Katyniu i katastrofy smoleńskiej.

## Galeria

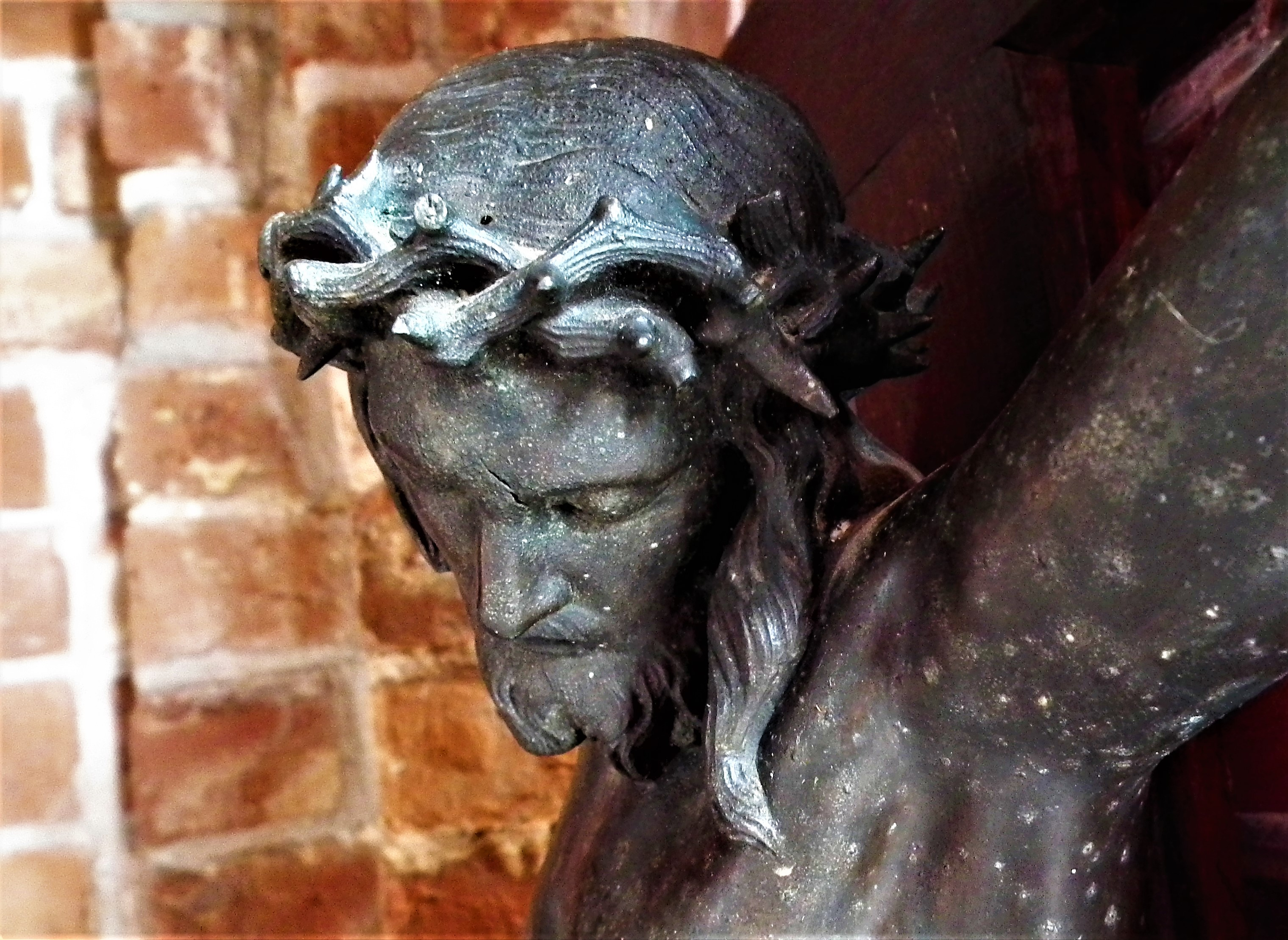
Krucyfiks w kruchcie
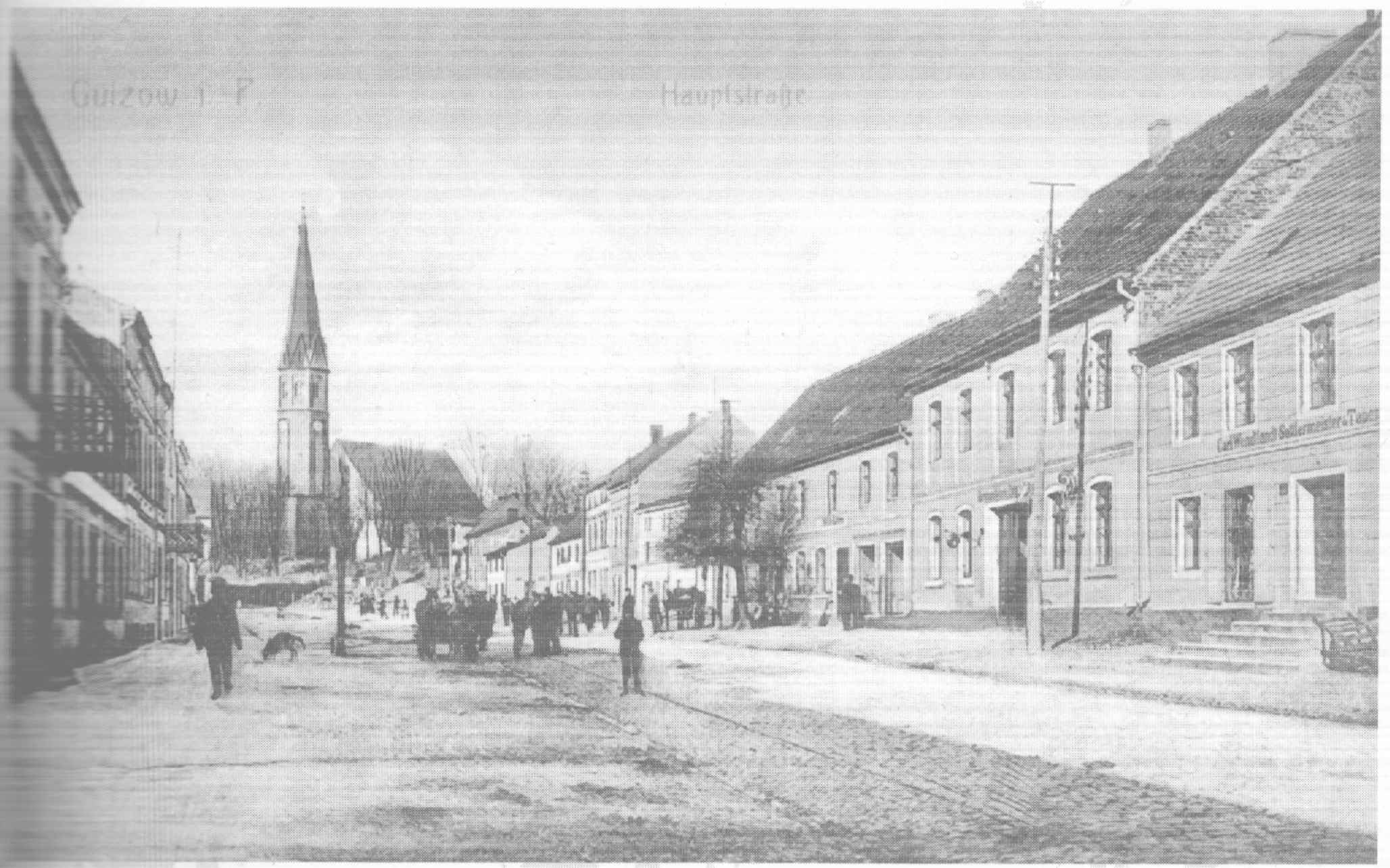
Panorama miasta z przełomu XIX i XX w.
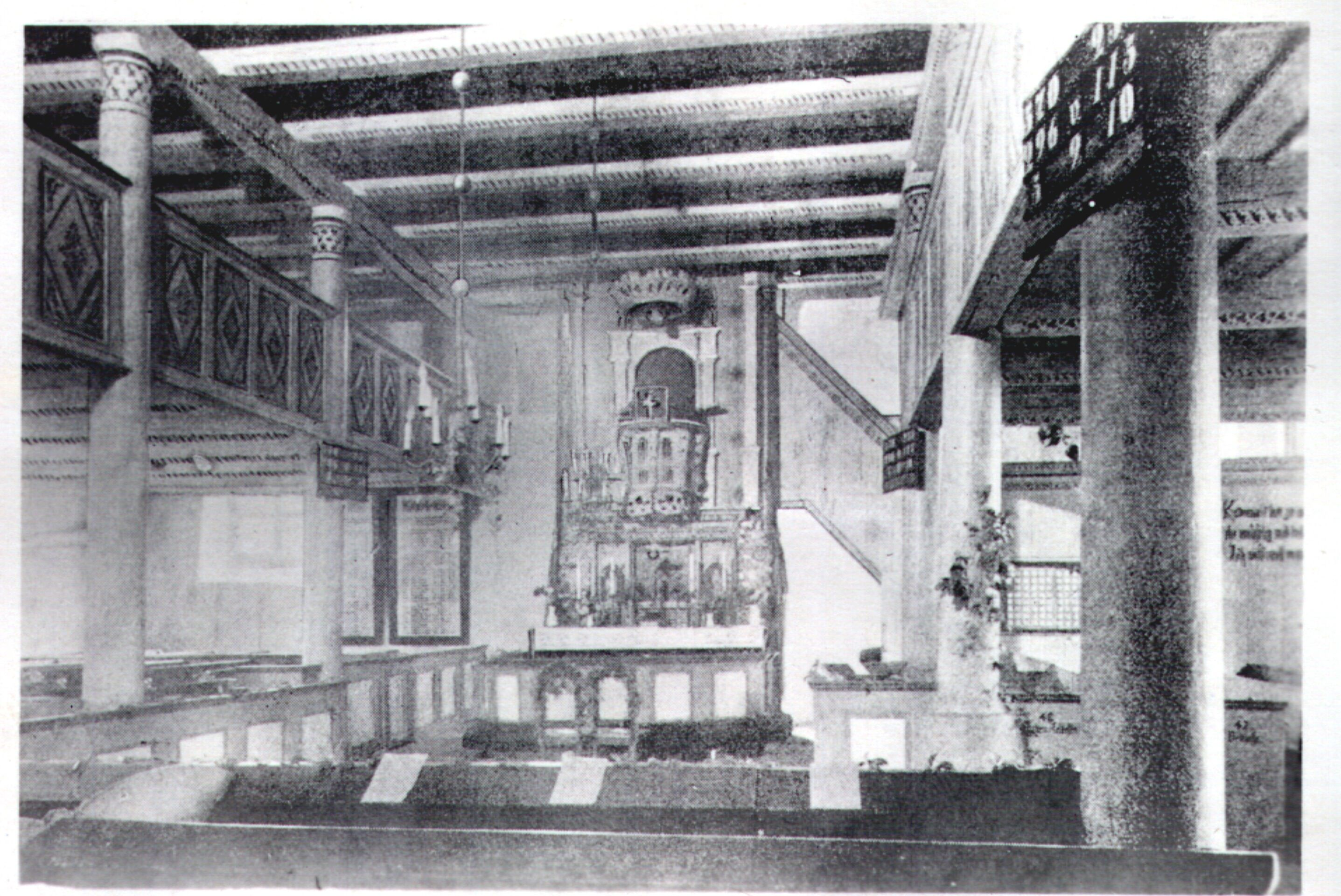
Ołtarz i wnętrze w początku XX wieku